# Eois perfusca
Eois perfusca är en fjärilsart som beskrevs av Claude Herbulot 1988. Eois perfusca ingår i släktet Eois och familjen mätare. Inga underarter finns listade i Catalogue of Life.